# Řečice (Žďár nad Sázavou-i járás)
Řečice település Csehországban, a Žďár nad Sázavou-i járásban. Řečice Radešínská Svratka, Bohdalec, Hodíškov, Nová Ves u Nového Města na Moravě, Nové Město na Moravě és Podolí településekkel határos. Lakosainak száma 465 fő (2024. január 1.).

## Népesség
A település lakosságának változását az alábbi diagram mutatja:
| Lakosok száma | 649  | 647  | 613  | 514  | 503  | 462  | 466  | 466  | 468  | 465  |
|               | 1869 | 1890 | 1921 | 1950 | 1980 | 2001 | 2017 | 2019 | 2022 | 2024 |